# István Mudin

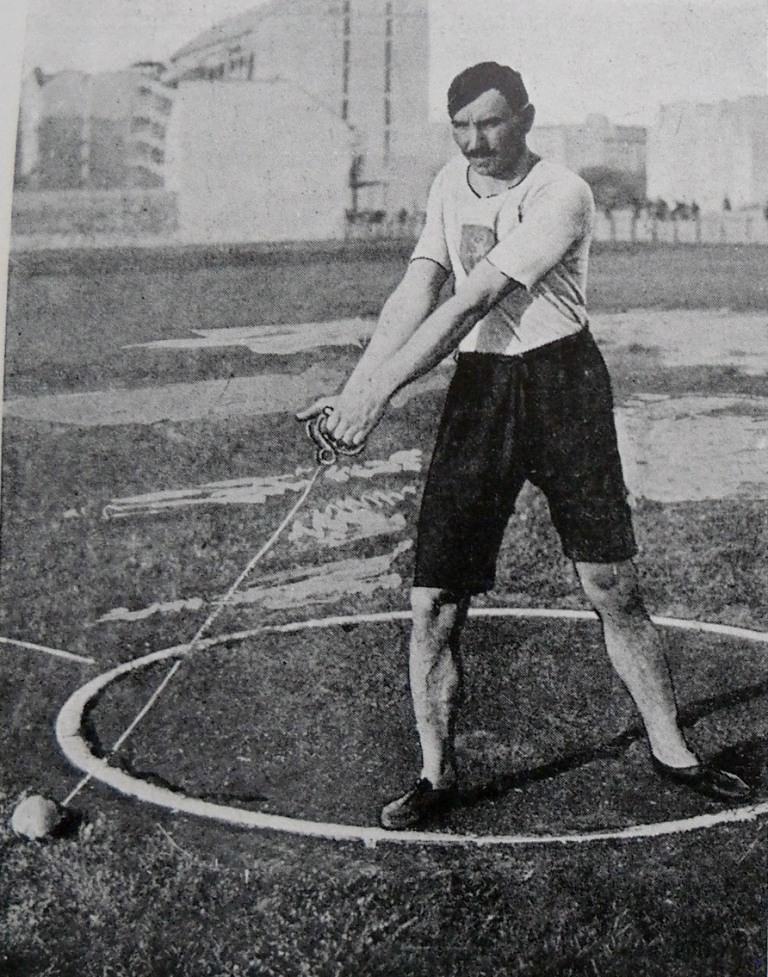
István Mudin

István Mudin (* 16. Oktober 1881 in Kétegyháza, Komitat Békés; † 22. Juli 1918 gefallen auf dem Dosso del Fine, Italien) war ein ungarischer Leichtathlet, der an zwei Olympischen Spielen teilnahm.
Bei den Olympischen Zwischenspielen 1906 in Athen gewann er Silber im Fünfkampf und Bronze im Diskuswurf (griechischer Stil). Im Standhochsprung belegte er den 15. Platz. Im Kugelstoßen und im Diskuswurf (freier Stil) kam er nicht unter die ersten fünf, im Speerwurf (freier Stil) nicht unter die besten sieben.
1908 in London wurde er Siebter im Diskuswurf (griechischer Stil). Im Kugelstoßen, im Hammerwurf und im Speerwurf (freier Stil) schied er in der Vorrunde aus.
Sein Bruder Imre Mudin war ebenfalls Leichtathlet.